# ニンジャコマンドー
『ニンジャコマンドー』（NINJA COMMANDO）は、1992年にアルファ電子（ADK）がMulti Video System向けに制作したテレビゲーム。キャッチコピーは「史上最強の忍者軍団、参上！」。
1992年5月29日にネオジオ版が発売された。

## 概要
『ニンジャコンバット』に続くアルファ電子のニンジャシリーズ第2弾で、ジャンルは縦スクロールアクションゲームまたはシューティングゲーム。
1994年10月15日にはネオジオCD版が発売された。また2008年6月24日からD4エンタープライズによってWiiバーチャルコンソール版が配信された。2018年9月6日からアケアカNEOGEOの1作品としてPlayStation 4、Xbox One、Nintendo Switchで、2023年6月15日にはiOS、Androidでそれぞれ配信された。そのほか、2008年12月18日発売のPlayStation 2用ソフト『ADK魂』、2025年4月10日発売のNintendo Switch用ソフト『アケアカNEOGEO セレクション Vol.4』に収録されている。
タイムマシンで歴史を操作して野望を果たそうとする死の商人スパイダーに立ち向かう忍者たちの活躍を描く。
横画面の縦スクロールで、全7ステージ。

## ストーリー
複合軍事企業『マルスコーポレーション』と、そのマルスのトップに立つ男『スパイダー』はタイムマシンを手に入れると、死の商人としてで過去の時代を操作し、未来を戦場の渦に巻き込もうと企む。
既に過去は改変されてしまっている、一刻も早くスパイダーの野望を阻止しようとブラウン博士はニンジャコマンドーを組織し、マルスコーポ―レーションからタイムマシンを奪い歴史の修正を試みようとニンジャコマンドーにマルスコーポレーション本社を襲撃させ無事に1機のタイムマシンを入手することに成功する。
だが、本社襲撃時にその場に居合わせた首領スパイダーの手でタイムマシンの時間回路は狂わされニンジャコマンドーは様々な時代を飛び回る事になる。原始時代に紛れ込んでいたマルスコーポレーションの怪獣ロボットや、すもうパワーの使い手、エジプトの呪い、そして呂布や信長などのつわもの達をみねうち爆殺していき、第二次大戦時代において自らニンジャコマンドーを始末しようと戦車に搭乗し現れたスパイダーを逆に討ち取る事に成功する。ここまで多くの時代で暗躍していたマルスコーポレーションの社員や兵器も破壊みねうちしてきた。後は現代に戻りマルスコーポレーション本社を破壊すればすべては終わる。
ニンジャコマンドー達はタイムマシンで無事現代に戻るとマルスコーポレーション本社を再び襲撃、無事メインコンピュータを破壊し任務完了となった。

## システム
任意縦スクロールSTGだが、攻撃方向は全方位任意に可能となっている。ライフは体力制だが、一部攻撃で消費。敵を倒して得られたコインで回復が可能。所定の残機がなくなるとゲームオーバーだがコンティニュー可能（コンティニューしなかった場合は直後のデモで博士がこのゲームのクリアのためのアドバイスをしてくれる）。
ボタンは3ボタンを使用。Aでショット攻撃、特定のレバー操作を加えてから押すと必殺技になる。Bで倒した移動レバー方向にバク転移動し、その最中にAを押すと反対方向にショットを撃つ。Cで体力を消費して全体攻撃を行う。
ステージ中にある巻物を3つ拾うと、動物に変身し無敵になる。

## キャラクター

### プレイヤー
ジョー・タイガー
甲賀忍者の末裔であるアメリカ人。青い忍装束を着た金髪男性。ショットは扇状に手裏剣を投げる（中央は大型）。全体攻撃は「火炎竜」。
必殺技は「雷神の術」と「竜巻神拳」と「ダブル竜巻神拳」。変身体は白虎。ウェーブで攻撃する。
レイア・ドラゴン
伊賀忍法の使い手であるイギリス人。赤い忍装束を着たツインテールの女性。ショットはくないのような火矢を直列で撃つ。全体攻撃は「微塵隠れ」。
必殺技は「鳳凰拳」と「紅蓮分身の術」と「ファイアウォール」。変身体は火の竜。尻尾を回転させて攻撃。
リュー・イーグル
ワールドヒーローズのフウマの子孫であり、三十二代目風魔小太郎である。青紫色の覆面と忍装束を着用している。ショットは大型弾を縦に発射。全体攻撃は「ブラックホール」。
変身体は鳳凰。広範囲に火の鳥状のショットを連射。
コマンド技「爆烈究極拳」は連発すればボスも簡単に倒せるほど強力であり、相手を爆殺しておきながら「しんぱいごむよう！みねうちでござる！」と告げる理不尽な台詞とあいまって特に印象深い。なお、風魔一族を滅ぼしれた敵仇とみなし、日本戦国時代に登場する織田信長に憎悪と執着を抱いている。

### プレイヤーの協力者
博士
ニンジャコマンドーに歴史修復指令を出する科学者。ゲーム開始時のデモとゲームオーバー時のデモのみ登場。『ADKワールド』にてワールドヒーローズのブラウン博士と同一人物であることが明かされている。

### 敵
スパイダー
マルスコーポレーションの社長。本作のボス敵。

## ステージ
- 潜入！マルスコーポレーション

第1ステージ。この面と最終ステージのみ過去の世界ではない。中ボスは登場しない。ステージボスは赤色の巨大兵器。
- 原始時代

前半のランダムステージの一つ。恐竜が闊歩している世界が舞台。中ボスは原始人。ステージボスはトリケラトプス似の怪獣（ダメージを与えるとメカの本性を現す）。
- エジプト時代

前半のランダムステージの一つ。紀元前のエジプトが舞台。中ボスはミイラ男3人集。ステージボスはツタンカーメン。
- 日本戦国時代

前半のランダムステージの一つ。信長の居城が舞台。中ボスは相撲力士のコンビ。ステージボスは織田信長（敦盛を舞っている間はダメージは与えられない。巨大化後に攻撃を受け付ける）。
- 三国時代

第5ステージ。三国志時代の中国が舞台。中ボスは蛮族の剣士3人組。ステージボスは呂布（ダメージを与えると首が離れ巨大な竜に変身する）。
- 第2次世界大戦

第6ステージ。戦時中のヨーロッパが舞台。第1ステージと同じく中ボスは登場しない。ステージボスは未来時代の戦車に乗ったスパイダー。
- 未来マルスコーポレーション

最終ステージ。一部のステージボスが中ボスとして登場する。ステージボスはスーパーコンピューター。

## 評価
本作は一般的に好評だった。GameProのレビューでは「phenomenal!（驚異的!）」と賞賛、グラフィックと全体は「優れた2人用カート」で「ネオジオライブラリのトップビューのファンとガンゲームの欠如を埋めるという優れた仕事をする」と述べた。Game Informerの3人のレビュアーはそれぞれ10点中6.75、8.0、8.75の評価をした。
ファミコン通信クロスレビューでは25/40点。『ネオジオフリーク』が1997年に同誌で行ったネオジオゲームツインレビューでは7、5の12点。レビュアーは必殺奥義が爽快、偽りのないグラフィックの威力、攻略パターンは必要だが繰り出せばクリアできる爆烈究極拳のおかげで割と簡単、キャラクターの台詞が面白い、1997年にプレイしても楽しいゲームだと賞賛した。